# جان-باتريك كورتويس
جان-باتريك كورتويس هو متقاعد ‏ وسياسي فرنسي، ولد في 20 مايو 1951 في ليون في فرنسا. نشط حزبياً في الاتحاد من أجل حركة شعبية.

## مناصب
- انتخب رئيس مجلس الإدارة communauté d'agglomération du Mâconnais - Val de Saône  [لغات أخرى]‏ (12 يوليو 2016 – 31 ديسمبر 2016).
- انتخب  عن دائرة canton of Matour  [لغات أخرى]‏ (29 مارس 1992 – 22 مارس 1998).
- انتخب Mayor of Dompierre-les-Ormes ‏ (13 مارس 1983 – 18 مارس 2001).
- انتخب رئيس مجلس الإدارة Mâconnais Beaujolais Agglomération [الإنجليزية]‏ (19 يناير 2017 – ).
- انتخب  خلال فترته النيابية ‏ (18 مايو 2020 – ).
- انتخب  خلال فترته النيابية ‏ (23 مارس 2014 – 17 مايو 2020).
- انتخب  لترشحه ضمن قائمة ماكون، خلال فترته النيابية ‏ (19 يناير 2017 – ).
- انتخب Mayor of Mâcon ‏ خلال فترته النيابية ‏ (23 مارس 2001 – ).
- انتخب عضو مجلس الشيوخ الفرنسي ‏ عن دائرة سون ولوار وقد انضم خلال فترته النيابية (1 أكتوبر 1995 – 11 يونيو 2015) للكتلة البرلمانية .